# 胜利乡 (汤原县)
胜利乡，是中华人民共和国黑龙江省佳木斯市汤原县下辖的一个乡镇级行政单位。

## 行政区划
胜利乡下辖以下地区：
胜利村、合力村、伏胜村、伏安村、伏兴村、伏隆村、连胜村、荣丰村、阳光村、吉城村、居德村、新丰村和荣丰鱼种场生活区。